# برنارد جورج ويبر
برنارد جورج ويبر هو سياسي كندي، ولد في 6 أغسطس 1914 في وينيبيغ في كندا، وتوفي في 5 ديسمبر 2000 في فانكوفر في كندا. نشط حزبياً في الحزب الديمقراطي الجديد في كولومبيا البريطانية ‏.